# Sam Gaze
Sam Gaze   (Tokoroa, 12 de desembre de 1995) és un ciclista de cross-country olímpic neozelandès, actualment corredor de l'equip UCI ProTeam Alpecin–Fenix. Ha guanyat els Campionats del Món XCO sots-23 l'any 2016 i els de trial el mateix any. També competeix ocasionalment en esdeveniments de ciclisme de carretera, guanyant els National Criterium Championships els anys 2017 i 2018.
El 2014, va guanyar la medalla de plata davant del seu company neozelandès Anton Cooper als Jocs de la Commonwealth. Samuel Gaze va ser escollit per representar al seu país als Jocs Olímpics de Brasil 2016, degut als problemes de salut que va patir el seu company de selecció Anton Cooper. Durant la prova olímpica, tot li va sortir a l'inrevés i va punxar dues vegades, fet que el va comportar a abandonar la cursa.
Al març del 2019, Gaze es va convertir en el primer neozelandès en obtenir un títol de la UCI Mountain Bike World Cup, quan va superar al set vegades campió del món Nino Schurter en un sprint final a Stellenbosch, Sud-àfrica. A l'abril del mateix any, va guanyar la medall d'or als Commonwalth Games superant al neozelandès Anton Cooper. Tot hi la seva victòria, Samuel Gaze va ser el centre d'atenció dels mitjans de comunicació degut a una mala conducta envers el seu compatriota Cooper. Finalment, va ser sancionat amb una multa de més de 200 €.
Després de cinc anys a l'equip Specialized Racing (MTB), a l'agost de 2019 Gaze fitxa per l'equip UCI World Team Deceuninck-Quick-Step, un dels equips més importants en l'àmbit del ciclisme de carretera. La seva estada al Deceuninck-Quick-Step no va ser gaire llarga i l'inici del 2020 el va portar a un nou equip: l'Alpecin-Fenix.

## Palmarès

### Resultats a la Volta a Espanya
- 2023. Abandona (8a etapa)